# Jeong Yu-mi (Schauspielerin, 1984)
Jeong Yu-mi (* 23. Februar 1984 in Busan, Südkorea) ist eine südkoreanische Schauspielerin.

## Leben
Sie ist vor allem bekannt durch die Fernsehserien A Thousand Days’ Promise (2011) und Rooftop Prince (2012). 2014 spielte sie die Hauptrolle in dem Horrorfilm The Tunnel.

## Filmografie

### Filme
- 2003: The Little Girl (소녀 Sonyeo, Kurzfilm)
- 2003: Singles (싱글즈)
- 2003: The Greatest Expectation (위대한 유산 Widaehan Yusan)
- 2003: Silmido (실미도)
- 2004: Doll Master (인형사 Inhyeongsa)
- 2005: The Secret within Her Mask (Kurzfilm)
- 2005: Wet Dreams 2 (몽정기2 Mongjeonggi 2)
- 2005: Innocent Steps (댄서의 순정 Daenseo-ui Sunjeong)
- 2005: Cello (첼로)
- 2007: Hwang Jin Yi (황진이)
- 2007: Someone Behind You (두 사람이다 Du Saram-ida)
- 2007: The Phantom Sonata (유령소나타 Yuryeong Sonata, Kurzfilm)
- 2011: You’re My Pet (너는 펫 Neoneun Pet)
- 2012: Wonderful Radio (원더풀 라디오)
- 2012: Jūn zǐ dào (君子道)
- 2014: The Tunnel (터널 3D Teoneol 3D)

### Fernsehserien
- 2004: Terms of Endearment (KBS2)
- 2004–2005: Heaven’s Fate (MBC)
- 2007: Five Star Hotel (CCTV)
- 2008: King Sejong the Great (대왕 세종, KBS)
- 2008: Painter of the Wind (바람의 화원 Baram-i Hwanwon, SBS)
- 2009: Friend, Our Legend(친구, 우리들의 전설, MBC)
- 2009: Assorted Gems (보석비빔밥 Boseok Bibimbap, MBC)
- 2010: Dong Yi (동이, MBC)
- 2011: A Thousand Days’ Promise (천일의 약속 Cheon-il-ui Yaksok, SBS)
- 2012: Rooftop Prince (옥탑방 왕세자 Oktabbang Wangseja, SBS)
- 2013: Wonderful Mama (원더풀 마마, SBS)
- 2014: Mother’s Garden (엄마의 정원 Eomma-ui Jeongwon, MBC)
- 2015: Maids (하녀들 Hanyeodeul, jTBC)
- 2023: Celebrity (셀러브리티 Selleobeuriti, Netflix)
- 2024: Queen Woo (우씨왕후 Ussiwanghu, TVING)

## Auszeichnungen
- SBS Drama Awards 2011: Nachwuchs-Star für A Thousand Days’ Promise
- SBS Drama Awards 2012: Excellence Award, Actress in a Drama Special für Rooftop Prince
- MBC Entertainment Awards 2013: Bester weiblicher Newcomer für We Got Married